# Bernardo Fernandes da Silva Junior
Bernardo Fernandes da Silva Junior (São Paulo, 14 mei 1995) - alias Bernardo - is een Braziliaans voetballer die als linksback bij VfL Bochum speelt. Hij is een zoon van voormalig voetballer Bernardo Fernandes da Silva.

## Clubcarrière

### Brazilië
Bernardo begon zijn voetbalcarrière bij Audax in zijn geboortestad São Paulo, alvorens hij de overstap maakte naar Red Bull Brasil, het Braziliaanse voetbalteam van Red Bull in 2012. In 2012 speelde hij drie wedstrijden voor de club in de Campeonato Paulista Série A2, waarna hij werd uitgeleend aan Ponte Preta. Zonder een enkele wedstrijd te hebben gespeeld, keerde hij weer terug bij Red Bull. In zijn laatste seizoen in Brazilië speelde hij nog drie wedstrijden waarin hij niet scoorde.

### Europa
Bernardo maakte de overstap naar Red Bull Salzburg op 1 januari 2016. Hij maakte zijn debuut voor Red Bull Salzburg op 7 februari 2016 tijdens de 2-1 overwinning op Admira. In totaal speelde hij in de twee seizoenen in Oostenrijk in totaal 16 wedstrijden waarin hij niet wist te scoren. Hij speelde ook nog één wedstrijd voor FC Liefering, de voormalig amateurclub van Red Bull Salzburg. In het half jaar dat hij bij Red Bull speelde, wist hij Oostenrijks landskampioen te worden en de Oostenrijkse beker te winnen.
Op 28 augustus 2016 maakte hij de overstap naar RB Leipzig voor een transfersom van €6.000.000. Zo werd hij herenigd met Naby Keïta, met wij al bij Red Bull Salzburg samenspeelde en die de overstap naar Duitsland al had gemaakt. In twee seizoenen bij Leipzig speelde hij 40 wedstrijden waarin hij eenmaal wist te scoren.
Op 5 juli 2018 maakte hij de overstap naar Brighton & Hove Albion voor €10.000.000. In tweeënhalf seizoen speelde hij precies 50 wedstrijden voor de club. In januari 2021 verhuurde Brighton Bernardo aan zijn oude club Red Bull Salzburg, die hem daarna ook overnam voor twee seizoenen.
Medio 2023 maakte hij de overstap naar VfL Bochum.

## Clubstatistieken
| Seizoen | Club                   | Competitie     | Competitie | Competitie | Beker | Beker | Overig | Overig | Totaal | Totaal |
| Seizoen | Club                   | Competitie     | Wed.       | Dlp.       | Wed.  | Dlp.  | Wed.   | Dlp.   | Wed.   | Dlp.   |
| ------- | ---------------------- | -------------- | ---------- | ---------- | ----- | ----- | ------ | ------ | ------ | ------ |
| 2015/16 | Red Bull Salzburg      | Bundesliga     | 13         | 0          | 3     | 0     | 0      | 0      | 16     | 0      |
| 2016/17 | Red Bull Salzburg      | Bundesliga     | 3          | 1          | 1     | 1     | 6      | 1      | 10     | 3      |
| 2016/17 | RB Leipzig             | Bundesliga     | 22         | 0          | 0     | 0     | 0      | 0      | 22     | 0      |
| 2017/18 | RB Leipzig             | Bundesliga     | 18         | 1          | 1     | 0     | 8      | 0      | 27     | 1      |
| 2018/19 | Brighton & Hove Albion | Premier League | 22         | 0          | 5     | 0     | 0      | 0      | 27     | 0      |
| 2019/20 | Brighton & Hove Albion | Premier League | 14         | 0          | 2     | 0     | 0      | 0      | 16     | 0      |
| 2020/21 | Brighton & Hove Albion | Premier League | 3          | 0          | 4     | 1     | 0      | 0      | 7      | 1      |
| 2020/21 | → Red Bull Salzburg    | Bundesliga     | 14         | 1          | 1     | 0     | 0      | 0      | 15     | 1      |
| 2021/22 | Red Bull Salzburg      | Bundesliga     | 19         | 0          | 3     | 1     | 3      | 0      | 25     | 1      |
| 2022/23 | Red Bull Salzburg      | Bundesliga     | 18         | 0          | 4     | 0     | 5      | 0      | 27     | 0      |
| 2023/24 | VfL Bochum             | Bundesliga     | 33         | 1          | 1     | 0     | 1      | 0      | 35     | 1      |
| 2024/25 | VfL Bochum             | Bundesliga     | 18         | 0          | 0     | 0     | 0      | 0      | 18     | 0      |
| Totaal  | Totaal                 | Totaal         | 197        | 4          | 25    | 3     | 23     | 1      | 245    | 8      |

Bijgewerkt op 28 april 2025.

## Erelijst
| Kampioen Bundesliga | 1x | 2015/16 |
| ÖFB Cup             | 1x | 2015/16 |